# هواري منار
هواري منار (31 ديسمبر 1981 - 7 يناير 2019) فنان راي جزائري من مدينة وهران في الغرب الجزائري. كان قليل الظهور في القنوات التلفزيونية الحكومية أو الخاصة أو المهرجانات في الجزائر، إلا أنه امتلك قاعدة جماهيرية كبيرة في الجزائر ولدى جاليات بلدان المغرب العربي في أوروبا. أقام حفلات في تونس والمغرب في النوادي الليلية أو في السهرات الخاصة، وكانت أغانيه تسمع في الأعراس والحفلات. حظيت أغانيه بنسبة استماع ومشاهدة كبيرة على مواقع التواصل الاجتماعي.
تأثر بوالدته التي كانت من بين أشهر «المدّاحات» في مدينة وهران غرب الجزائر حيث كان يرافقها في الحفلات والمناسبات العائلية. توفي في الجزائر العاصمة يناير 2019  م عن عمر يناهز 38 عاماً إثر خطأ طبي.

## روابط خارجية
- هواري منار على موقع ميوزك برينز (الإنجليزية)
- هواري منار على موقع ديسكوغز (الإنجليزية)